# Gramophone
Gramophone ist eine britische Zeitschrift für klassische Musik aus dem Hause Haymarket, angesiedelt in London.

## Geschichte und Profil
Gramophone wurde 1923 von Compton Mackenzie gegründet. Anfänglich war dem Zeitschriftennamen die Zusatzbeschreibung “The world’s best classical music magazine” beigefügt, abgeändert lautet sie aktuell The world’s best classical music reviews.
Jedes Jahr werden von den Kritikern der Zeitschrift die Preisträger der Gramophone Awards gewählt. Monatlich zeichnen die Kritiker Aufnahmen klassischer Musik mit dem Gramophone Choice aus und in der Dezemberausgabe nennt jeder Kritiker im Rahmen der Gramophone Critics’ Choice eine Auswahl von vier bis fünf bedeutenden Einspielungen des Jahres.

## Gramophone Hall of Fame
2012 eröffnete die Zeitschrift die Gramophone Hall of Fame. Sie ist Musikern, Tontechnikern und Mitarbeitern der Musikindustrie klassischer Musik gewidmet, die sich ausgezeichnet haben. Gewählt wird jährlich digital über die Website des Magazins, die eine umfängliche Auswahlliste bereitstellt. Stimmberechtigt ist jeder, der die Seite aufruft. Die Hall of Fame soll die Vorlieben der Hörer klassischer Musik abbilden. 2012 wurden 50 Persönlichkeiten der klassischen Musikwelt zugefügt, 2013 weitere 40 und seit 2014 werden jährlich im Frühjahr zehn Mitglieder aufgenommen.